# 普埃托德贝哈尔
普埃托德贝哈尔（西班牙語：Puerto de Béjar）是西班牙卡斯蒂利亚-莱昂萨拉曼卡省的一个市镇。 总面积10平方公里，总人口487人（2001年），人口密度49人/平方公里。